# Saint-Blaise-du-Buis
Saint-Blaise-du-Buis è un comune francese di 1 002 abitanti situato nel dipartimento dell'Isère della regione dell'Alvernia-Rodano-Alpi.

## Società

### Evoluzione demografica
Abitanti censiti